# Bradysia pseudohilaris
Bradysia pseudohilaris är en tvåvingeart som beskrevs av Mohrig, Krivosheina och Boris Mamaev 1983. Bradysia pseudohilaris ingår i släktet Bradysia och familjen sorgmyggor. Inga underarter finns listade i Catalogue of Life.